# حزب پان‌ارمنی ساسنا تسرر

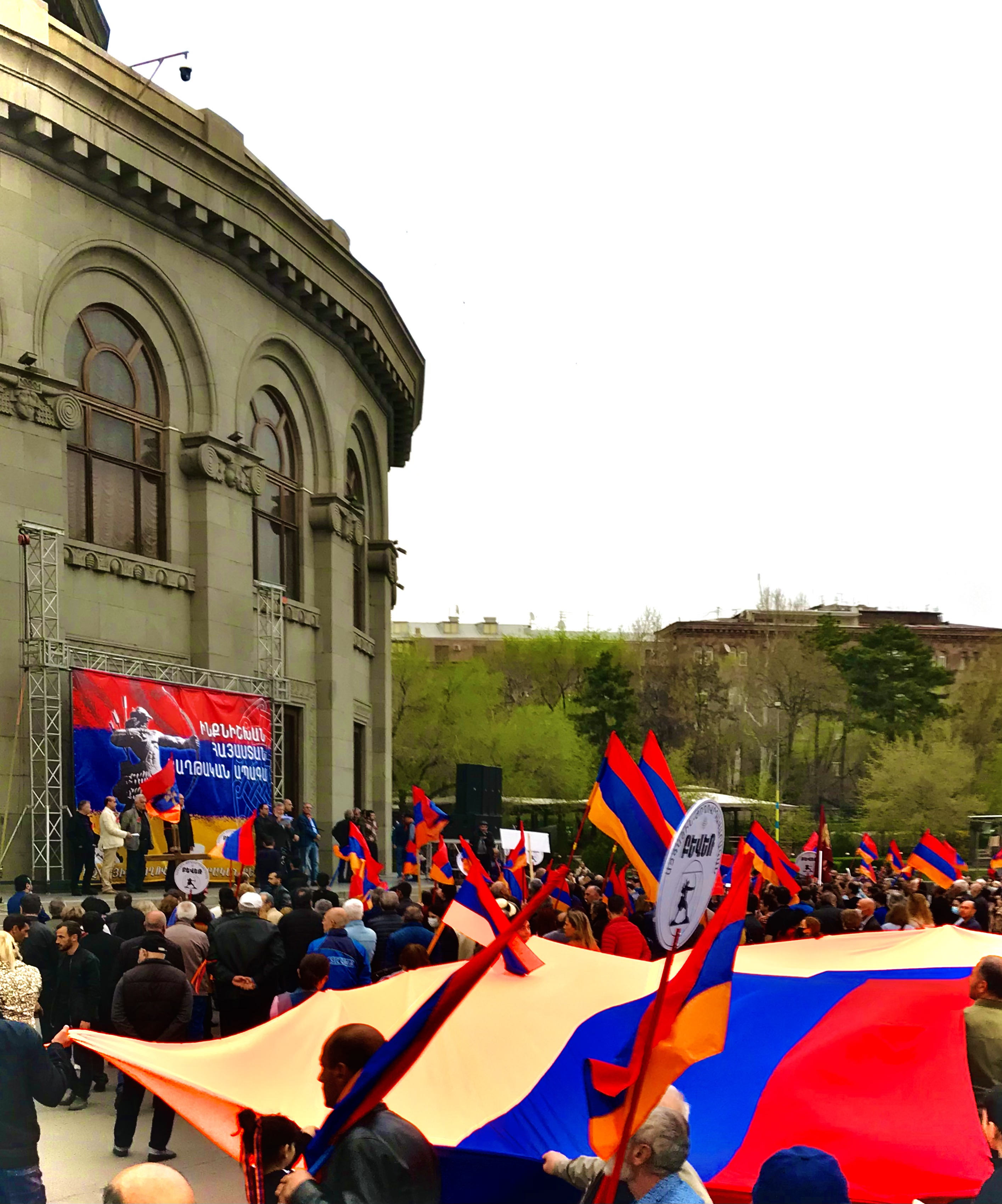
یک اعتراض در میدان آزادی که توسط قطب دموکراتیک ملی سازمان‌دهی شده است.

حزب پان‌ارمنی ساسنا تسرر (به ارمنی:Սասնա Ծռեր համահայկական կուսակցություն) یک حزب سیاسی ملی‌گرای محافظه‌کار ارمنی است که در سپتامبر ۲۰۱۸ در پی انقلاب ۲۰۱۸ ارمنستان تأسیس شد.

## نام
نام این حزب از یک شعر حماسی ارمنی به نام دلیران ساسون (ساسنا تسرر به زبان زبان ارمنی) گرفته شده است.

## سازمان
این حزب توسط یک دبیرخانه هفت‌نفره به رهبری گارگین چوگازیان، آلکساندر ینیکومیشان، گاورگ سافاریان، وهاگن آواگیان، آرک کیورقیان، روزان یغنوکیان و واروجان آوتیسیان اداره می‌شود.

## تاریخچه
ساسنا تسرر پیشتر به عنوان یک مخالف رادیکال علیه حکومت طرفدار روسیه سرژ سارگسیان و حزب جمهوری‌خواه ارمنستان فعالیت می‌کرد که این فعالیت‌ها در بحران گروگان‌گیری ایروان ۲۰۱۶ به اوج خود رسید. این حزب بعدها خشونت را کنار گذاشت. ژیرایر سِفیلیان، یکی از کهنه‌سربازان جنگ اول قره‌باغ، یکی از چهره‌های کلیدی این حزب است. حزب پان‌ارمنی ساسنا تسرر در انتخابات پارلمانی ارمنستان در سال ۲۰۱۸ شرکت کرد اما تنها موفق به کسب ۱٫۸۲٪ از آرا شد. ازآنجاکه این میزان کمتر از حداقل آستانه ۵٪ بود، حزب نتوانست نماینده‌ای در مجلس ملی جمهوری ارمنستان کسب کند. باوجود عدم کسب کرسی، این حزب همچنان در سیاست ارمنستان فعال بوده و به‌عنوان یک نیروی اپوزیسیون خارج از پارلمان فعالیت می‌کند.
پس از انتخابات ۲۰۱۸، حزب در ابتدا از نخست‌وزیر تازه انتخاب‌شده، نیکول پاشینیان و دولت جدید او حمایت کرد؛ ژیرایر سِفیلیان بیان کرده بود که رابطه‌ای سازنده با پاشینیان دارد. بااین‌حال، حزب به‌مرور از عملکرد پاشینیان ناراضی شد. ساسنا تسرر حمایت خود را از ایجاد اتحاد نیروهای سیاسی طرفدار غرب، به‌ویژه با حزب اروپایی ارمنستان، اعلام کرد. تیگران خزمالیان، رهبر حزب اروپایی ارمنستان، نیز تأکید کرد: «ما در شرایطی هستیم که نیروهای اپوزیسیون رادیکال و دموکراتیک باید متحد شوند و استراتژی پیوستن ارمنستان به قدرت‌های غربی را مطالبه کنند.»
در ماه مه ۲۰۲۰، جیغایر سِفیلیان همراه با بیست شخصیت سیاسی دیگر بیانیه‌ای را امضا کرد که از دولت پاشینیان خواستار برگزاری انتخابات زودهنگام پارلمانی بود. این حزب سپس به اتحاد قطب دموکراتیک ملی پیوست.
در نوامبر ۲۰۲۰، حزب پان‌ارمنی ساسنا تسرر همراه با حزب اتحاد برای خودمختاری ملی و حزب اروپایی ارمنستان تجمعی در مرکز ایروان برگزار کرد. این سه حزب خواستار ایجاد ارمنستانی واقعاً مستقل شدند و پایان دادن به اشغال سیاسی روسیه و اجتناب از تکیه به روسیه را در اولویت قرار دادند، درحالی‌که خواهان نزدیکی بیشتر با اروپا بودند.
این حزب همچنین اعلام کرده است که قصد دارد حزب خواهری در جمهوری آرتساخ تأسیس کند.
در ۱۸ مه ۲۰۲۱، حزب تأیید کرد که در انتخابات پارلمانی ارمنستان (۲۰۲۱) به‌عنوان بخشی از ائتلاف قطب دموکراتیک ملی، به رهبری واهه گاسپاریان، شرکت خواهد کرد. پس از انتخابات، این ائتلاف ۱٫۴۹٪ از آرای عمومی را به دست آورد و موفق به کسب هیچ کرسی‌ای در مجلس ملی نشد.

## ایدئولوژی
حزب ساسنا تسرر گاهی به‌عنوان ملی‌گرایان افراطی توصیف شده است. رهبر دوفاکتوی این حزب، جیغایر سِفیلیان، از ایجاد ارمنستان متحد حمایت می‌کند. حزب به‌صراحت خواستار اتحاد جمهوری آرتساخ (قره‌باغ کوهستانی) با ارمنستان است. ساسنا تسرر به شدت مخالف حزب حاکم سابق ارمنستان، حزب جمهوری‌خواه، بود.
هدف راهبردی این حزب اتحاد ارمنیان در داخل و خارج از ارمنستان، تضمین پایداری ملت ارمنی و تأثیر جهانی آن است.
سیاست خارجی این حزب به‌شدت ضدروسی است و بیانیه این حزب خواستار «رهایی ارمنستان از سلطه استعماری روسیه» و خروج از سازمان‌های تحت رهبری روسیه ازجمله اتحادیه اقتصادی اوراسیا، سازمان پیمان امنیت جمعی و کشورهای مستقل همسود است. حزب خواستار خروج فوری سربازان روسی از ارمنستان و تعطیلی پایگاه نظامی ۱۰۲م روسیه در گیومری است. با وجود دیدگاه‌های ضدروسی حزب، این حزب همچنین با پیوستن ارمنستان به ناتو مخالف است.
این حزب خواستار ایجاد اتحادهای استراتژیک با ایالات متحده و ایران و همکاری نزدیک‌تر با اتحادیه اروپا، اوکراین، گرجستان، چین و هند است.